# Pilmaiquén (Puyehue)
Pilmaiquén es una localidad ubicada en la comuna de Puyehue en Chile, aproximadamente a 45 km de la ciudad de Osorno, y a 5 km de la ciudad de Entre Lagos. El cual es el límite entre la región de Los Lagos y Los Ríos, No posee una muy amplia población y es considerado como zona rural, aunque es cruzada por la Ruta Internacional 215. Una planta de energía hidroeléctrica, llevan el nombre de esta localidad. En época de invierno, la Central hidroeléctrica Pilmaiquén, abre las compuertas de su planta y el agua retenida —del Río Pilmaiquén— cae por su antiguo cauce natural durante los meses de junio y julio. Debido a la ubicación del Rio Pilmaiquén, en un sector rural se ha visto en vuelto en complejos problemas culturales con la comunidad denominada Mapuches Williches, los cuales lo consideran sagrado según su cosmovisión, siendo así un sector ceremonial el cual lleva por nombre "Ngen Mapu Kintuante" debido al "espíritu" el cual "vive" en el sector donde actualmente está ubicada la central hidroeléctrica "Statkraft", transnacional de origen noruego. Actualmente existe un malestar social por parte de la comunidad indígena Mapuches o Gente de la Tierra en español, donde se han llevado a cabo múltiples manifestaciones, la última con más renombre fue el 23 de febrero del 2023, donde comuneros Mapuches fueron reprimidos con perdigones de acero y uno con daño ocular. Sumándose así otro caso más al conflicto indígena en Chile.

## Etimología
El nombre del pueblo proviene del nombre del río, que a su vez tiene origen en el mapudungún «pilmaykeñ», que significa "golondrina" (Tachycineta meyeni), un ave común en la zona.
- Datos: Q6075932